# Biesdorfer Bahnhofsgaststätte

Bahnhofsgaststätte Biesdorf mit dem Namen Restaurant Freihof; Datum des Poststempels: 16. Juni 1902

Die Biesdorfer Bahnhofsgaststätte wurde im Zuge der Anbindung des Berliner Ortsteils Biesdorf an die Preußische Ostbahn erbaut. Sie wurde als Gaststätte bis 2015 betrieben.

## Seit dem 19. Jahrhundert
Das genaue Baudatum der Gaststätte ist unbekannt. Auf einem Plan aus dem Jahr 1893 ist aber bereits ein Gebäude verzeichnet, bei dem es sich mit hoher Wahrscheinlichkeit um das Restaurant Freihof handelt.
Der Bahnhofsbereich Biesdorfhöhe entwickelte sich in der damaligen Zeit als ein Ortsteil von Biesdorf (seit 1906: Biesdorf-Nord). In diesem Zusammenhang erfuhr die Gaststätte 1904 eine erste Erweiterung: die Südwestseite erhielt einen Saalanbau, der zu der L-Form des Grundrisses führte. Auch die Nutzungsformen des Restaurants erweiterten sich. So wurde der Saal nicht nur für Tanzveranstaltungen und Musikaufführungen, sondern diente auch als Verkaufs- und Ausstellungsfläche.

Bahnhof und Bahnhofsgaststätte Biesdorf mit dem Namen Restaurant Julius Heese
Datum des Poststempels:
23. Juli 1907

Bahnhofsgaststätte Biesdorf (Restaurant Julius Heese) bietet Parzellenverkauf an.
Datum des Poststempels:
18. April 1911

In einer Zeitungsnotiz aus dem Niederbarnimer Kreisblatt vom 29. September 1909 wird von einer ersten Obst- und Gartenbauausstellung des Gartenbauvereins Biesdorf-Nord im Restaurantbereich berichtet. Weiterhin fanden in der Gaststätte Verkaufsverhandlungen für die Parzellierung von Biesdorf-Nord statt.
Ende der 1940er Jahre erhielt die Gaststätte einen weiteren Anbau, der im 21. Jahrhundert als Wohnung unabhängig vom Gaststättenbetrieb genutzt wird.

## Namen, Pächter und Eigentümer
Die Gaststätte hatte folgende Pächter und/oder Besitzer:
- 1893
- 1902: Bahnhofswirtschaft Restaurant Freihof, Inhaber: Oscar Freihof, Gastwirt; Eigentümer: Julius Heese
- 1904: Restaurant Julius Heese, Inhaber: Julius Heese (Eigentümer)
- 1907: Inhaber: G. Liebske, Eigentümer: Julius Heese
- 1909: Erste dokumentierte Obst- und Gartenbauausstellung in Biesdorf
- 1921–1923: Inhaber: Karl Nürnberg
- 1923–1930: Restaurant Neumann, Inhaber: Michael Neumann, Gastwirt (Pächter), ab 1934 Eigentümer
- 1932–1936: Inhaber: Hermann Kersten
- 1936: Restaurant Neumann, Inhaber: Michael Neumann (Gastwirt und Eigentümer)
- 1938: unverändert; Eigentümer: Deutsche Reichsbahn
- 1946–1948: Inhaberin: Viktoria Neumann
- 1948–1971: Gaststätte Neumann, Inhaber: Hedwig und Paul Neumann (Kinder von Michael und Viktoria Neumann)
- 1971–1999: Gaststätte Neumann, Inhaber: Klaus Buttke (Kellner, später Pächter); Eigentümer ab 1990: Deutsche Bahn AG
- ab 1998: Gaststätte Neumann, Petra Guse (Pächterin)
- 1999: Gaststätte Paule, benannt nach Paul Neumann
- 2011–September 2015: Gaststätte Paule, Petra Guse (Pächterin), Eigentümer: Grotjan und Partner GmbH/Bahn (unklar). 
Ende des Pachtvertrages Ende September 2015.
- Oktober–Dezember 2015: Gaststätte Paule, Eigentümer: Grotjan und Partner GmbH (der genaue Zeitpunkt der Eigentumsübertragung ist unklar, da die Übergabe eventuell an eine bezirkliche Auflage gebunden war).[2]

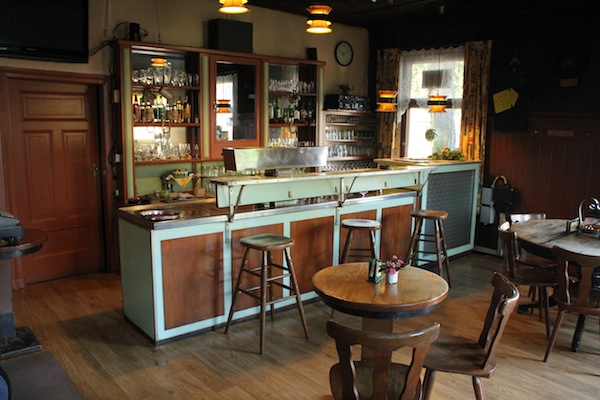
Bar der Bahnhofsgaststätte Biesdorf Paule, Juli 2015

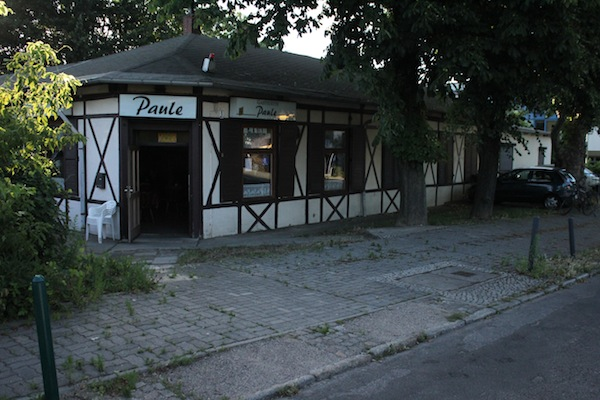
Bahnhofsgaststätte Biesdorf Paule, Juli 2015

## Abriss
Die Gaststätte Paule wurde seit 2011 in der Tradition einer typischen Alt-Berliner Kneipe geführt. Sie ist Teil eines größeren Grundstücks, das die Grotjan und Partner, Bonus Immobilien-, Betriebs- und Verwaltungs GmbH von der Deutschen Bahn AG erworben hatte. Daneben befand sich eine Kleingartenkolonie, die mittlerweile abgerissen wurde. In einem Zeitungsartikel der Berliner Woche vom 8. Juli 2015 wurde mitgeteilt, dass die „Gaststätte Paule“ im September 2015 schließen wird. Das Fachwerk-Gebäude der Gaststätte der bis dahin ältesten in Betrieb befindlichen Gaststätte Biesdorfs soll einer kleinteiligen Shopzeile weichen, weil sich Eigentümer und Bezirksamt nicht einigen konnten und die Denkmalschutzwürdigkeit nicht anerkannt wurde.
Das Bezirksamt war auch nicht bereit, das Gebäude durch Kauf zumindest kurzfristig zu retten. In einer Bürgeranfrage in der BVV vom 19. November 2015 wurde eine solche Rettung seitens des Bezirks abgelehnt. Die Opposition hatte hierzu in der BVV keine Einwände. Biesdorfer Bürger organisierten im Januar und Februar 2016 eine Unterschriftensammlung, die auch noch zur Zeit des Abrisses lief. Am 19. Februar 2016 wurde trotz des Wissens um eine erfolgreiche Unterschriftensammlung und trotz des wiederholten Protestes zahlreicher Bürger gegen 9:50 Uhr der Bagger gegen den historischen Hauptteil (Baujahr vor 1893) angesetzt.

## Reaktionen aus der Lokalpolitik zum Abriss
In der von der CDU Biesdorf veranstalteten Stadtteilkonferenz am 29. Februar 2016 in der Krankenhauskirche im Wuhlgarten wurde Stadtrat Christian Gräff gefragt, warum das Stadtentwicklungsamt und insbesondere er als Stadtrat den Kauf der Gaststätte abgelehnt hat und warum es ihm sinnvoll erscheint, dass der neue Betreiber des Schlosses Biesdorf jährlich vom Bezirk mit 500.000 Euro unterstützt wird, für die Gaststätte solch ein Betrag aber nicht einmalig zur Verfügung gestellt wurde. Dieser Betrag hätte wahrscheinlich für Kauf und Sanierung der Gaststätte gereicht und einen Fortbestand, z. B. als Kulturgaststätte ohne Zusatzkosten für den Bezirk wirtschaftlich, tragfähig gemacht.
Die Antwort lautete inhaltlich (Gedächtnisprotokoll): „dass man zu der Gaststätte andere Meinungen haben kann und er eine andere Meinung hat als die Fragestellende. So gibt es in der Umgebung z. B. ältere Damen, die kürzere Einkaufswege brauchen, außerdem seien 500.000 Euro immer noch sehr viel Geld, das man besser für Kindergärten und Schulen nutzen sollte.“
Die Bezirksverordnetenversammlung Marzahn-Hellersdorf beschloss am 14. Juli 2016: „Dem Bezirksamt wird empfohlen, in Abstimmung mit dem Heimatverein Marzahn-Hellersdorf e. V., der/dem Inhaber/in bzw. Investor/in der in Neubebauung befindlichen Fläche an der Oberfeldstraße Ecke Kulmseestraße eine angemessene Erinnerung an die historische Gaststätte ‚Paule‘ und an deren Bedeutung für die Entwicklung Biesdorfs am neu zu errichtenden Objekt nahezulegen.“

## Neubau

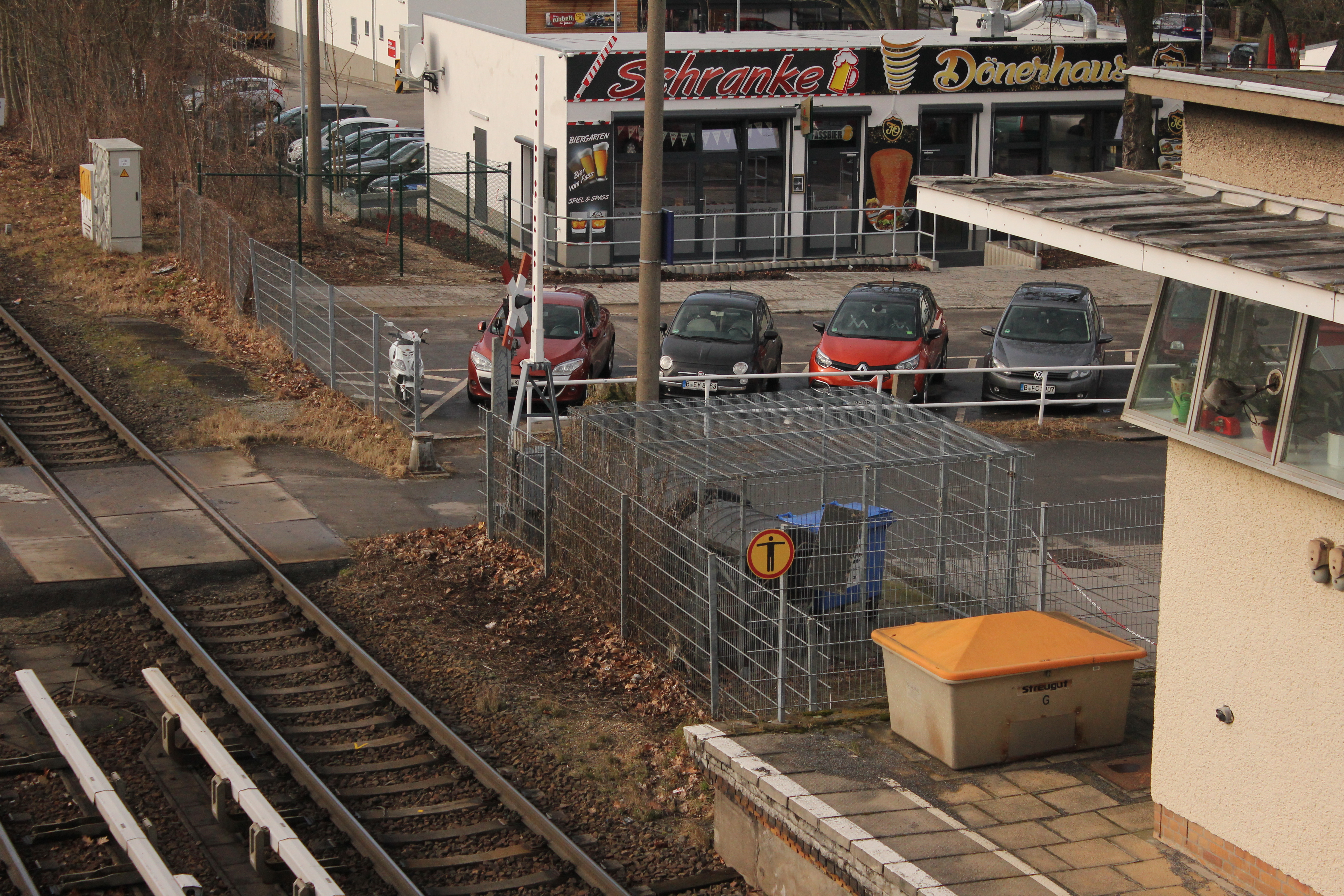
Straßensituation/Platz an der Bahnschranke S-Bahnhof Biesdorf mit Neubau im Hintergrund

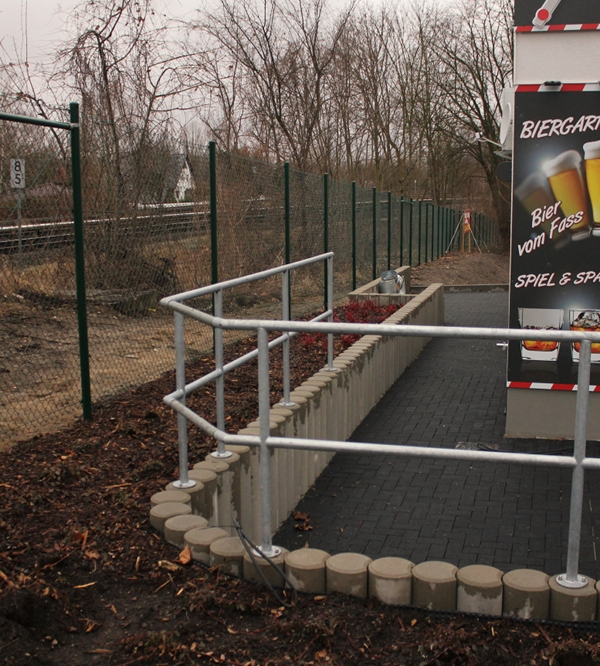
Neue Gaststätte Schranke mit kleiner Biergartenterrasse

Anstelle der Gaststätte entstand ein Neubau, der Platz für zwei kleinere gewerbliche Einrichtungen bietet. Der Garten der Gaststätte wurde in den neugebauten dahinterliegenden Parkplatz integriert. Im Winter 2016/2017 zogen in die gewerblichen Einrichtungen zwei Gastronomie-Betreiber. Eine der Einrichtungen verfügt über eine kleine Biergartenterrasse.